# Hebrus pusillus
Hebrus pusillus är en insektsart som först beskrevs av Carl Fredrik Fallén 1807.  Hebrus pusillus ingår i släktet Hebrus och familjen vitmosseskinnbaggar. Arten är reproducerande i Sverige. Inga underarter finns listade i Catalogue of Life.